# Virgilio Cepari
Virgilio Cepari (Panicale, 28 giugno 1564 – 14 marzo 1631) è stato un religioso e gesuita italiano.

## Biografia
Nato nel 1564, il padre gesuita Virgilio Cepari fu compagno di studi di Luigi Gonzaga e padre spirituale e biografo della mistica carmelitana S. Maria Maddalena de' Pazzi. Inoltre, confessore di Cinzia Gonzaga, che consigliò di fondare un collegio femminile religioso (denominato delle Vergini di Gesù) sul modello di quello di Hall in Tirol presso Innsbruck, forse per espiare le colpe del padre Rodolfo, morto assassinato a Castel Goffredo il 3 gennaio 1593.

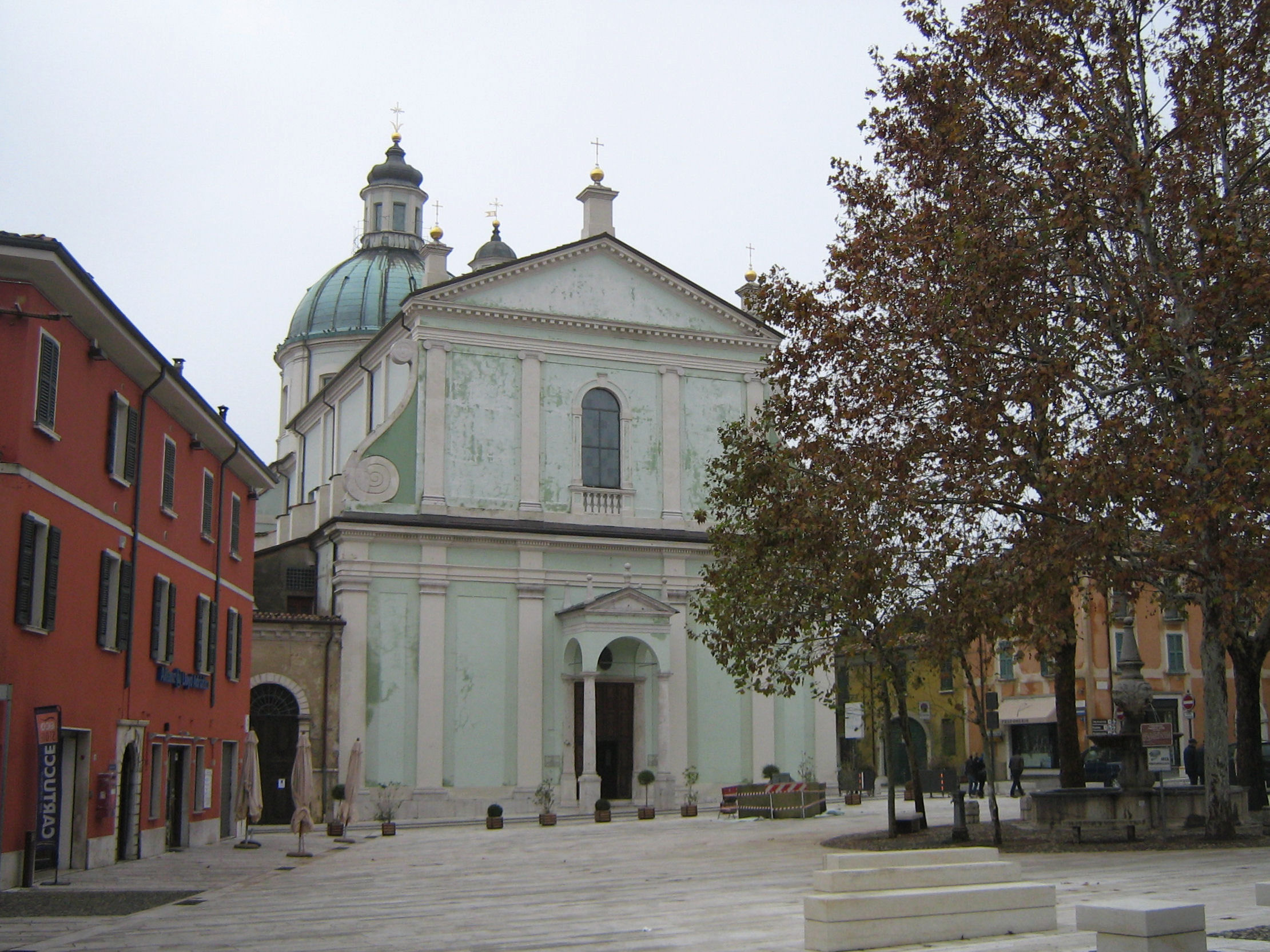
Castiglione delle Stiviere, basilica di San Luigi Gonzaga

Il collegio femminile venne aperto a Castiglione in casa Aliprandi (appartenente alla famiglia della madre Elena Aliprandi) con altre sette giovani il 21 giugno 1608 (festa di san Luigi) e la cerimonia si svolse nella basilica di San Sebastiano. L'istituzione venne approvata civilmente dal marchese Francesco Gonzaga il 27 settembre successivo. Scopo principale del collegio era impartire un'educazione a giovani provenienti da buona famiglia, le quali, con la dote donata al collegio, contribuivano al sostentamento dello stesso. Le appartenenti alla compagnia, giovani nobili o provenienti da famiglie distinte, non erano religiose nel senso canonico del termine: emettevano solo il voto di castità, il giuramento di perseveranza e la promessa di obbedienza alla superiora della casa (che portava il titolo di Prelata), che divenne per prima Cinzia Gonzaga. Padre Cepari fu chiamato a guidare spiritualmente il collegio.
Partecipò nel giugno 1608 alla costruzione del Collegio dei Gesuiti di Castiglione e della basilica dedicata al beato e futuro santo Luigi, su disposizione del marchese Francesco Gonzaga, che ottenne autorizzazione dal preposito generale dei gesuiti Claudio Acquaviva.

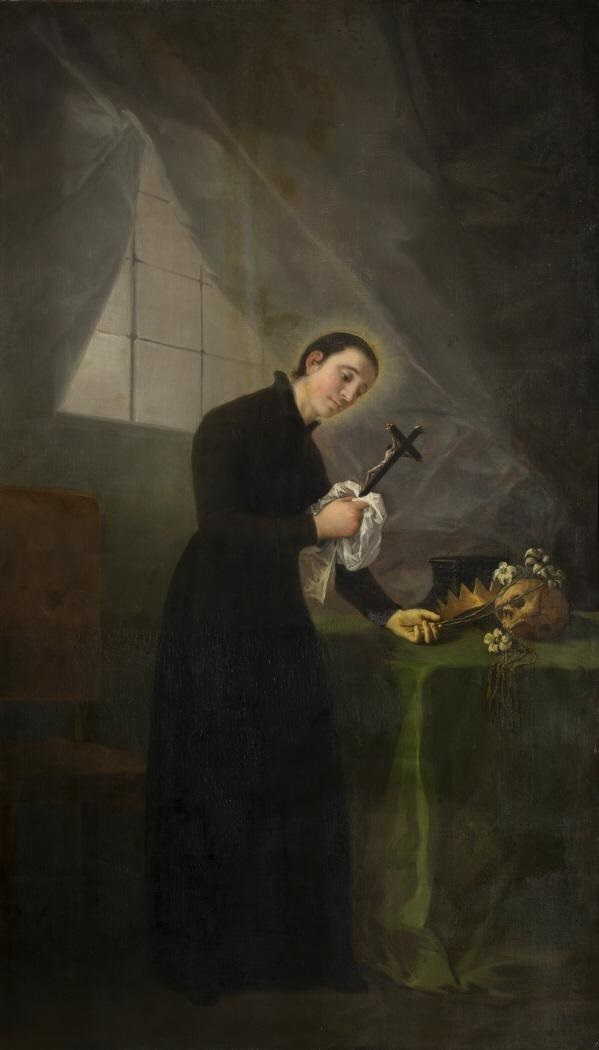
F. Goya, San Luigi Gonzaga

## LaVita del beato Luigi Gonzaga
Cepari fu autore del volume Vita del beato Luigi Gonzaga della Compagnia di Gesù, pubblicato a Roma nel 1606 per i tipi di Luigi Zannetti. I prodromi di questa monumentale edizione risalgono al periodo in cui il Cepari e il futuro santo studiavano insieme al Collegio Romano. Il padre Girolamo Piatti (anch'egli della Compagnia), impressionato dalle virtù del giovane Gonzaga, aveva cominciato a scriverne la biografia, ma aveva poi passato il testimone a Cepari, che aveva occasione di vedere Luigi più spesso e più da vicino.
Quando nel 1589 questi tornò in Lombardia, Cepari dovette interrompere la trattazione. Nel 1591 Luigi Gonzaga morì, e Roberto Bellarmino, che aveva ascoltato la sua ultima confessione, chiese a Cepari di portare a termine la biografia. Al momento impegnato in altre questioni, questi affidò il compito e le proprie carte al sacerdote Giovanni Antonio Valtrino, il quale completò l'opera. Successivamente, il Nostro arricchì notevolmente il testo fino all'edizione definitiva del 1606.
La Vita, completa e obiettiva, costituisce ancora oggi il punto di riferimento principale per ricostruire la vicenda umana del Gonzaga.